# Pratovecchio
Pratovecchio est une frazione de Pratovecchio-Stia,  commune de la province d'Arezzo dans la région Toscane en Italie.
Depuis le 1er janvier 2014, Pratovecchio a été fusionné avec Stia pour former la commune (comune sparso) de Pratovecchio Stia.
La commune Pratovecchio Stia a été constituée le 1er janvier 2014 par la loi régionale  no  70 du 22 novembre 2013, approuvée à la suite du référendum du 6-7 octobre 2013 qui a vu 77,3 % des votants de Pratovecchio et 82,3 % de ceux de Stia s'exprimer favorablement pour la fusion.

## Administration
| Période                                  | Période | Identité     | Étiquette | Qualité |
| ---------------------------------------- | ------- | ------------ | --------- | ------- |
| 2006                                     | 2013    | Gianni Verdi |           |         |
| Les données manquantes sont à compléter. |         |              |           |         |

### Hameaux
Campolombardo, Casalino, Castel Castagnaio, Gualdo, Lonnano, San Donato, Stia, Tartiglia, Valiana, Villa

### Communes limitrophes
Bagno di Romagna, Castel San Niccolò, Londa, Montemignaio, Pelago, Poppi, Rufina, Santa Sofia.

## Personnalités liées à la commune
- Jacopo di Antonio, dit le Maître de Pratovecchio, artiste peintre actif entre 1427 et 1454.